# Hugo Bascuñán
Hugo Gabriel Bascuñán Vera (Casablanca, Valparaíso, Chile, 10 de enero de 1985) es un futbolista chileno que juega como defensa central y actualmente se encuentra sin club.

## Trayectoria
Nació en Casablanca, en la Región de Valparaíso, Chile. Comenzó su carrera futbolística en la cantera de Everton de Viña del Mar, donde debutó el año 2002 y gracias a sus buenas actuaciones fue fichado por Miramar Misiones de Uruguay.
Luego de su paso por Uruguay se fue a la Segunda División de Venezuela, específicamente al Italmaracaibo, donde se convirtió en figura lo cual lo llevó a ser convocado a la Copa Mundial Sub-20 de Holanda 2005.
Después de jugar en Venezuela regresó a Everton, donde jugó hasta el 2007 donde se integró al cuadro de la Universidad de Concepción donde logró un subcampeonato al perder en la final ante Colo-Colo.
A mitad del 2008 fue cortado por el entrenador del equipo del Campanil en ese entonces, Marcelo Barticciotto. Fue llamado entonces por Jorge Aravena para reforzar la defensa de Santiago Wanderers en la Primera B.
Al llegar a Santiago Wanderers supuestamente en una entrevista realizada por una radio local dijo que "Santiago Wanderers era un equipo chico" lo cual provocó la ira de los hinchas caturros. Días después en una entrevista en "La Vida en Verde" dijo que la entrevista fue falsa y no siguió el problema. Sumado a esto tuvo problemas para debutar ya que estuvo lesionado bastante tiempo pero pasada la lesión fue titular en su primer partido.
En Wanderers fue bastante irregular en la defensa por lo cual finalizado el Torneo de Clausura de la Primera B se decidió no renovarle el préstamo y debió regresar a la Universidad de Concepción de donde es desafiliado del club al no estar en los planes.
En la temporada 2009 esperaba jugar por Rangers de Talca de la Primera División de Chile, esperando recuperar su regularidad, pero la negociación de su pase falló y regresó a la Universidad de Concepción, donde comenzó a jugar para el Torneo de Clausura de ese año.
Para la temporada 2010 firmó en Unión La Calera de la Primera B, donde al final de la temporada consiguió el ascenso a Primera División. No se le renovó contrato y en diciembre de 2010 se conoce su traspaso a Unión Temuco para la Temporada 2011.

## Selección nacional
Gracias a las buenas actuaciones que tuvo en Italmaracaibo de Venezuela fue convocado por José Sulantay a la Selección Sub-20 que disputó el Mundial Sub-20 de Holanda 2005 donde llegó hasta octavos de final luego de la derrota de la selección chilena ante la selección local.

### Participaciones en Copas del Mundo Sub-20
| Mundial                | Sede         | Resultado        |
| ---------------------- | ------------ | ---------------- |
| Mundial Sub-20 de 2005 | Países Bajos | octavos de final |

## Clubes
| Club                      | País      | Año       |
| ------------------------- | --------- | --------- |
| Everton                   | Chile     | 2002      |
| Miramar Misiones          | Uruguay   | 2003      |
| Italmaracaibo             | Venezuela | 2004-2005 |
| Everton                   | Chile     | 2006-2007 |
| Universidad de Concepción | Chile     | 2007-2008 |
| Santiago Wanderers        | Chile     | 2008      |
| Universidad de Concepción | Chile     | 2009      |
| Unión La Calera           | Chile     | 2010      |
| Unión Temuco              | Chile     | 2011      |
| Unión La Calera           | Chile     | 2012-2016 |
| San Marcos de Arica       | Chile     | 2016-2017 |
| Ñublense                  | Chile     | 2017-2018 |
| Santiago Morning          | Chile     | 2019-2021 |
| San Antonio Unido         | Chile     | 2021      |